# Гватемала
Република Гватемала (на испански: República de Guatemala) е страна в Централна Америка, на юг от Северна Америка, граничеща с Тихия океан и Карибско море. Граничи с Мексико на север, с Белиз на североизток и с Хондурас и Ел Салвадор на югоизток. Името идва от езика науатъл и означава „място с много дървета“ (Cuauhtēmallān).

## История
- До идването на испанските конкистадори (16 век) територията на Гватемала е населявана от индианските племена маи.
- 16 век – испанско владение.
- 15 септември 1821 – по време на Войната за независимост на испанските колонии в Америка Гватемала получава независимост.
- 1824 – отменено е робството.
- 1898 – 1920 – икономически възход, износ на кафе, банани и др.
- 1931-44 – управление на Х. Убико, свален по време на Гватемалската революция.
- Гватемала става членка на ООН (1945) и на ОАД (1948).
- 1954 – преврат с помощта на САЩ.
- 1985 – за президент е избран В. Сересо Аревало.
- 1987 – с активното участие на група „Контадора“ президентите на Гватемала, Коста Рика, Салвадор, Хондурас и Никарагуа подписват в Гватемала договор за мир.
- 1991-93 – президент Х. Серано; отстранен и заменен с Р. де Леон Карпио.
- 2004 – президент Оскар Бергер Пердомо.
- 2007 – президент Алваро Колом.

## География
Гватемала е планинска страна, с изключение на нейните южни крайбрежни региони и обширните низини на департамента Петен. Две планински вериги пресичат Гватемала от запад на изток и разделят страната на три по-важни области: високопланинска област, където са разположени планините; Тихоокеанско крайбрежие, южно от планините; и департаментът Петен, на север от планините. Всички по-големи градове са разположени във високопланинската област и по тихоокеанското крайбрежие, а департаментът Петен е по-рядко заселен. Тези три области на страната се различават по климат, надморска височина и природа. Климатът в низините е горещ и влажен, а в планинските части е по-студен и по-сух.
Вулканът Тахумулко, висок 4220 m е разположен на територията на Гватемала и е най-високата точка на Централна Америка.
Реките в Гватемала са къси и плитки в тихоокеанския водосборен басейн, по-големи и по-дълбоки в Карибския водосборен басейн и във водосборния басейн на мексиканския залив. Големи гватемалски реки са Полочик, Дулсе, Мотагуа и др.

## Държавно устройство
Гватемала е президентска република. Изпълнителната власт е представена от президент и правителство на 13 министри. Законодателният орган в Гватемала е еднокамарен парламент със 158 депутати избирани за срок от 4 г.

## Административно деление
Гватемала е разделена на 22 департамента, които съдържат 332 общини. Департаментите са:
Гватемала, Горен Верапас, Долен Верапас, Ел Киче, Ел Прогресо, Ескуинтла, Исабал, Кецалтенанго, Петен, Реталулеу, Сакапа, Сакатепекес, Сан Маркос, Санта Роса, Солола, Сучитепекес, Тотоникапан, Уеуетенанго, Халапа, Хутиапа, Чикимула, Чималтенанго.

## Население
Населението на Гватемала през юли месец 2007 година е 12 728 111 души, от които 59,4% са бели.
В гватемалски земи, между 300 и 900 г., процъфтявали древните градове държави на маите. Днес почти 40% от гватемалците са потомци на древните маи и други местни индиански племена.

## Икономика
Гватемала е аграрна страна. Над 60% от заетите са в селското стопанство. Основни земеделски култури, отглеждани за местния пазар са ориз, царевица, фасул, плодове (банани). Кафето е най-важната експортна култура, която носи големи доходи. Гватемала е най-големият световен производител на кардамон – национална ароматична подправка за ястия и напитки.

## Туризъм
Старата столица на страната – Антигуа Гватемала е главният туристически център. Градът е заобиколен от вулканите Агуа, Фуего, Серо де ла Круз и в него има множество църкви и дворци, построени в стил барок.
Тикал е древен култов център на цивилизацията на маите и един от най-интересните туристически обекти. Днес са съхранени само 16 храма, сред които и гробници с удивително красиви стенописи. В Тикал има и шест пирамиди.